# Wilhelm Kratz (Kirchenhistoriker)
Wilhelm Kratz SJ (* 31. Januar 1874 in Katzenelnbogen; † 9. Dezember 1955 in Rom) war ein deutscher römisch-katholischer Theologe und Jesuit.

## Leben
Er studierte Theologie in Innsbruck. Er trat in Schloss Bleijenbeek am 30. April 1895 in die Gesellschaft Jesu ein. Sein Interstiz machte er in der Missionsstation St. Francis in Buffalo.
In Valkenburg wurde er am 27. August 1905 zum Priester geweiht. Von 1907 bis 1909 machte er historische Studien an der Universität Bonn. Er wirkte als Schriftsteller in Exaten in der niederländischen Provinz Limburg, Köln und München. 1927 zog er nach Rom, um die Geschichte der Aufhebung der Gesellschaft genauestens darzustellen. Er wurde auf dem Campo Verano begraben.

## Schriften (Auswahl)
- Katholische Urteile über die Jesuiten? Offener Brief an Herrn Dekan Obenaus. Limburg 1913, OCLC 72617993.
- Landgraf Ernst von Hessen-Rheinfels und die deutschen Jesuiten. Ein Beitrag zur Konvertitengeschichte des 17. Jahrhunderts. Freiburg im Breisgau 1914, OCLC 19375970.
- Aus alten Zeiten. Die Marianisch. Kongregationen in den Ländern deutscher Zunge. Ihr Werden und Wirken von 1575 bis 1650. Innsbruck 1917, OCLC 72584116.
- El Tratado hispano-portugués de límites de 1750 y sus consecuencias. Estudio sobre la abolicíon de la Compañia de Jesús. Rom 1954, OCLC 513135.